# シラフルオフェン
シラフルオフェン(Silafluofen)は、フッ素化有機ケイ素化合物で、ピレスロイド系殺虫剤として用いられる。1984年に日本の大日本除虫菊、1985年にドイツのヘキスト（現・バイエルクロップサイエンス）で開発された。日本では1996年に農薬登録された。
ピレスロイド化合物の炭素の一つをケイ素に置換することで分子の結合長を変化させ、特に魚毒性の低下を実現させている。
農業では、シロアリ等の土中に住む昆虫の殺虫や木材の防腐に用いられる。少なくとも1995年から、アジア（インド、日本、台湾、ベトナム）では、核果や茶、コメ等への利用が認可されていたが、例えば欧州連合では禁止されている。